# Azaz
Azaz (àrab: أعزاز, Aʿzāz) és una ciutat del nord-oest de Síria, situada a 32 km d'Alep. En el cens del 2004 tenia 31.623 habitants. En l'estudi demogràfic del 2015, la majoria dels residents eren musulmans sunnites, molts eren d'ètnia siriana però també hi ha kurds i turcmans. El lloc és recordat per la batalla d'Azaz entre els estats croats i els turcs seljúcides, el 1125. Des de la guerra civil, ha estat un territori desitjat per estar a prop de la frontera amb Turquia, des d'on podien rebre suport o fugir.

## Història

### Primer període islàmic
S'hi han realitzat excavacions arqueològiques en un turó (tell) en què s'han trobat nombroses restes de ceràmica pertanyent als període islàmic primer i mitjà. Tot i la importància que indiquen aquestes troballes, la vila és rarament esmenta en els textos islàmics anteriors al segle xii. Hi ha constància, però, d'una visita a la vila del músic Ishaq ibn Ibrahim al-Mawsilí (767–850), de la qual cosa se'n dedueix que Azaz fou important durant el govern dels abbàsides. Els hamdànides (945–1002) hi construïren una ciutadella de maons. Era una fortalesa de planta quadrada amb doble muralla, construïda a dalt del tell. Azaz fou l'escenari de la humiliant derrota de l'emperador romà d'Orient Romà III a mans dels mirdàsides l'agost del 1030.

### Període croat
Durant l'època de les croades, Azaz, esmentada en alguns textos dels croats com a Hazart, fou considerat un lloc d'importància estratègica per la posició del seu castell, des del qual el panorama domina tota la regió circumdant. En mans dels musulmans, Azaz tallava les comunicacions entre els estats croats d'Edessa i Antioquia; però en mans dels croats representava una amenaça cap a l'emirat musulmà d'Alep. Vers el desembre del 1118, el príncep Roger d'Antioquia i Lleó I d'Armènia Menor assetjaren Azaz que estava en possessió del turcman Ilghazi I de Mardin, el qual la rendí.
El gener del 1124, Balak i Tughtikín, l'atabeg búrida de Damasc, trencà les defenses d'Azaz, però es veié obligat a abandonar per l'arribada de reforços croats. Per l'abril del 1125, l'atabeg seljúcida Aq-Sunqur il-Bursuqi de Mossul i Tughtikín envaïren el Principat d'Antioquia i ocuparen el territori de la rodalia d'Azaz. En resposta, pel maig o juny del 1125, s'aplegà un exèrcit de 3.000 croats comandats pel rei Balduí II de Jerusalem que derrotà una coalició de tropes musulmanes d'uns 15.000 soldats en la batalla d'Azaz, els quals abandonaren el setge.
Tanmateix, les forces croades patiren un greu cop quan l'exèrcit dels zengites capturà Edessa el 1144. Després d'això, les fortaleses del Comtat d'Edessa, inclosa Azaz, foren mig enderrocades i abandonades. El 1146, Humfred II de Toron envià seixanta cavallers a refer el castell d'Azaz i establir una guarnició. Malgrat l'esforç, Azaz caigué en mans musulmanes sota l'emir d'Alep, Nur-ad-Din Mahmud el juny del 1150.

### Període aiúbida
L'emir aiúbida d'Alep, Al-Aziz Uthman, reconstruí amb pedra la primera estructura de l'època hamdànida. El 1226, l'historiador Yaqut al-Hamawí, descriví Azaz com una bella ciutat, referint-se a ella amb el nom Dayr Tell Azaz. Esdevingué la capital d'una comarca que portava el mateix nom, a la qual també pertanyien altres viles que eren centres de mercat o estaven fortificades: Kafr Latha, Mannagh, Yabrin, Arfad, Tubbal i Innib.

### Període mameluc i otomà
El Soldanat Mameluc governà aquesta regió des del segle xiii.
Els otomans penetraren en aquest territori el 1516, amb la victòria en la batalla de Marj Dabiq. Azaz continuà habitada per turcmans i juntament amb Kilis formà part d'una regió administrativa (sanjaq) de l'Imperi Otomà.

### Guerra civil

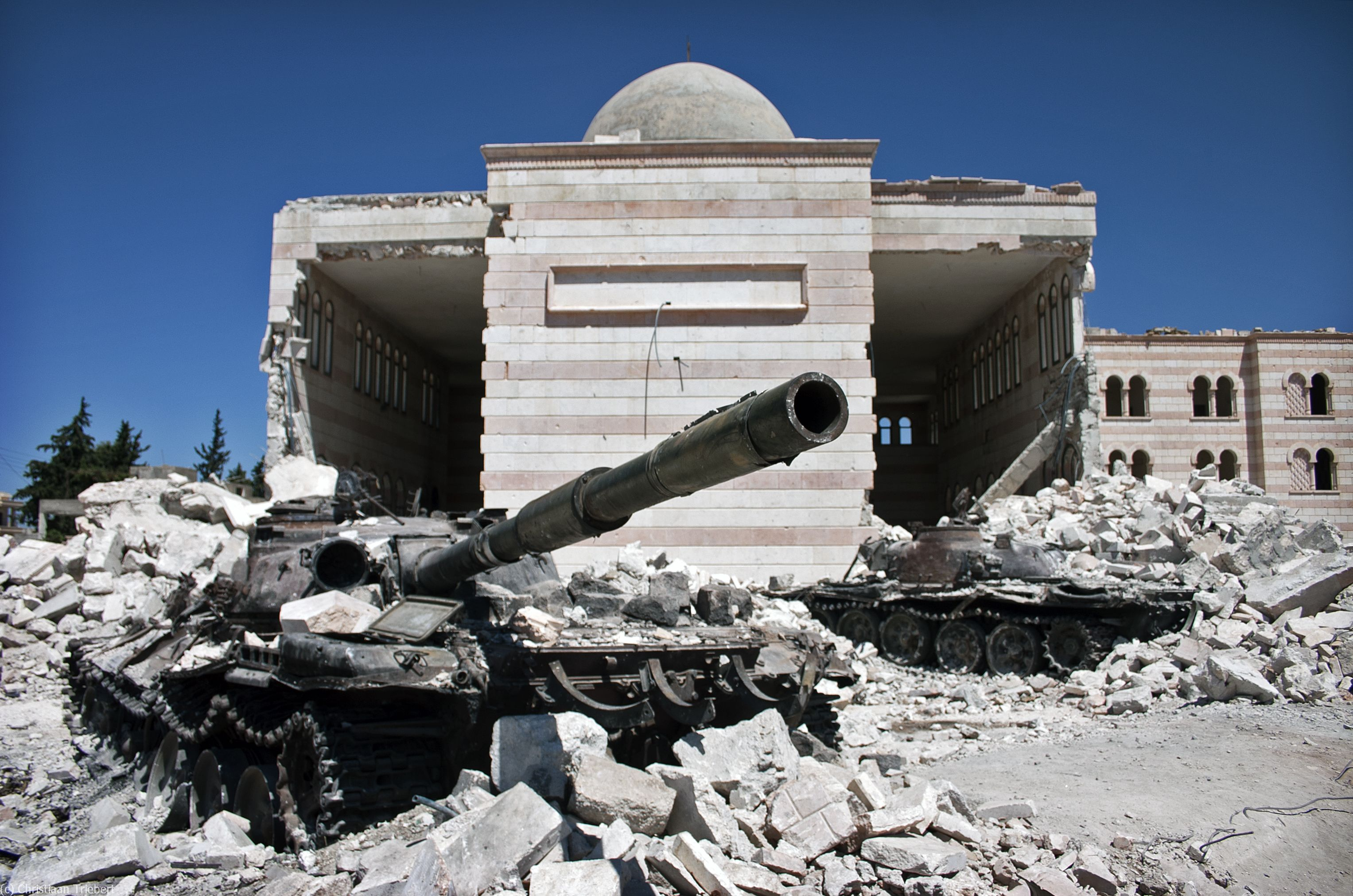
Imatge d'Azaz el 2012, durant la guerra civil.

El 19 de juliol del 2012, durant la guerra civil siriana, els rebels que s'oposaven al govern de Síria aconseguiren capturar la ciutat. Ambdós bàndols valoraven molt la possessió d'Azaz per estar a prop de la frontera amb Turquia, des d'on arribaven subministraments.
Estat Islàmic pregué control d'Azaz l'octubre del 2013, però abandonaren la ciutat el febrer del 2014, ja que havien sigut aïllats de la resta del territori.
Després de la marxa d'EI, Azaz quedà sota control de la Brigada Tempesta del Nord, formada per rebels que obeeix a Front Islàmic, nominalment part l'Exèrcit Lliure de Síria (ELS). Un comitè és el responsable de l'administració segons la llei de la xaria, i la Brigada Tempesta del Nord fa funcions de seguretat policial. Els serveis públics estan gestionats per un consell civil. Durant l'ofensiva del nord, efectuada l'any 2015, Estat Islàmic s'aproximà a Azaz i gairebé assaltà la ciutat, però es quedaren a Kafra des d'on dominaven el territori del voltant. No ha estat fins a l'octubre del 2016 que Estat Islàmic fou expulsat de la governació d'Alep, i ja no suposaren una amenaça per a Azaz. Això no obstant, el gener del 2017 es produí un atac terrorista, del qual s'atribuí la responsabilitat a EI.
Pel gener del 2015, el Front al-Nusra tenia una presencia limitada en la ciutat i només els parroquians d'una mesquita n'eren seguidors. Per l'octubre del mateix any, el control de la ciutat estava compartit entre al-Nusra i una brigada de ELS. Azaz estigué breument amenaçada durant l'ofensiva del nord d'Alep.
Alguns soldats van informar que els turcs arribaren a Azaz el novembre del 2015 com a part d'una acció combinada dels EUA i Turquia contra EI, procedien i havien estat entrenats a Turquia.
Tement que Unitats de Protecció Popular kurdes tinguin intencions sobre aquesta àrea, el govern de Turquia ha declarat que Azaz està en la línia roja que les forces kurdes ho han de travessar.

## Clima
Azaz pertany al clima mediterrani càlid, segons la classificació de Köppen.
| Dades climàtiques a Azaz           | Dades climàtiques a Azaz | Dades climàtiques a Azaz | Dades climàtiques a Azaz | Dades climàtiques a Azaz | Dades climàtiques a Azaz | Dades climàtiques a Azaz | Dades climàtiques a Azaz | Dades climàtiques a Azaz | Dades climàtiques a Azaz | Dades climàtiques a Azaz | Dades climàtiques a Azaz | Dades climàtiques a Azaz | Dades climàtiques a Azaz |
| Mes                                | gen                      | febr                     | març                     | abr                      | maig                     | juny                     | jul                      | ag                       | set                      | oct                      | nov                      | des                      | anual                    |
| ---------------------------------- | ------------------------ | ------------------------ | ------------------------ | ------------------------ | ------------------------ | ------------------------ | ------------------------ | ------------------------ | ------------------------ | ------------------------ | ------------------------ | ------------------------ | ------------------------ |
| Màxima mitjana °C (°F)             | 9.2 (48.6)               | 11.1 (52)                | 15.5 (59.9)              | 21.0 (69.8)              | 26.9 (80.4)              | 32.0 (89.6)              | 34.5 (94.1)              | 34.8 (94.6)              | 31.3 (88.3)              | 25.8 (78.4)              | 18.0 (64.4)              | 11.1 (52)                | 22.6 (72.68)             |
| Mitjana diària °C (°F)             | 5.3 (41.5)               | 6.7 (44.1)               | 10.2 (50.4)              | 14.8 (58.6)              | 19.9 (67.8)              | 24.6 (76.3)              | 27.2 (81)                | 27.4 (81.3)              | 24.4 (75.9)              | 19.2 (66.6)              | 12.5 (54.5)              | 7.3 (45.1)               | 16.63 (61.93)            |
| Mínima mitjana °C (°F)             | 1.5 (34.7)               | 2.3 (36.1)               | 4.9 (40.8)               | 8.7 (47.7)               | 12.9 (55.2)              | 17.3 (63.1)              | 19.9 (67.8)              | 20.1 (68.2)              | 17.6 (63.7)              | 12.6 (54.7)              | 7.1 (44.8)               | 3.5 (38.3)               | 10.7 (51.26)             |
| Precipitació mitjana mm (polzades) | 90 (3.54)                | 80 (3.15)                | 67 (2.64)                | 46 (1.81)                | 25 (0.98)                | 3 (0.12)                 | 1 (0.04)                 | 1 (0.04)                 | 4 (0.16)                 | 27 (1.06)                | 46 (1.81)                | 90 (3.54)                | 480 (18.89)              |
| Mitjana de dies de neu             | 2                        | 1                        | 0                        | 0                        | 0                        | 0                        | 0                        | 0                        | 0                        | 0                        | 0                        | 1                        | 4                        |
| Font: Climate-Data.org'            |                          |                          |                          |                          |                          |                          |                          |                          |                          |                          |                          |                          |                          |